# У світі тварин (телепередача)
«У світі тварин» (рос. «В мире животных») — радянська і російська телепередача, присвячена зоології та дослідженням тваринного світу, зокрема, звичкам і середовищу проживання його представників. Вперше вийшла у ефір 17 квітня 1968 року.

## Історія
Засновником і першим ведучим передачі був народний артист СРСР і професор ВДІКу режисер-документаліст Олександр Згуріді.
Ведучі
- з 1968 до 1975 рік — Олександр Згуріді (1904—1998)
- з 1975 по 1990 рік — Василь Пєсков (1930—2013), з 1977 року разом з Миколою Дроздовим
- з 1977 по теперішній час — Микола Дроздов (1937 р.н.), до 1990 року з Василем Пєсковим, з 2016 року з Олексієм Лапіним
- з 2016 року по теперішній час — Олексій Лапін спільно з Миколою Дроздовим.

## Цікаві факти
Із 1974 року музичною заставкою до передачі, незважаючи на антирелігійну пропаганду в СРСР, стала мелодія аргентинського композитора Аріеля Раміреса «La peregrinación» («Паломництво») з Різдвяної кантати «Наше Різдво» в адаптації оркестру Поля Моріа. Кантата славила батьків Ісуса Христа — Йосипа та Марію.